# Cyclops shatalovi
Cyclops shatalovi – gatunek widłonoga z rodziny Cyclopidae. Opisała go w 1990 roku rosyjska zoolog Emma Antonowna Strelecka.